# Guinarthe-Parenties
 Guinarthe-Parenties  es una población y comuna francesa, en la región de Aquitania, departamento de Pirineos Atlánticos, en el distrito de Oloron-Sainte-Marie y cantón de Sauveterre-de-Béarn.

## Demografía
| 137 | 99 | 142 | 154 | 142 | 141 | 304 | 328 | 278 | 290 | 274 | 270 | 237 | 254 | 258 | 267 | 254 | 262 | 248 | 228 | 236 | 215 | 203 | 204 | 210 | 185 | 171 | 169 | 208 | 219 | 229 | 238 | 223 | 231 |
| Para los censos de 1962 a 1999 la población legal corresponde a la población sin duplicidades (Fuente: INSEE [Consultar]) |    |     |     |     |     |     |     |     |     |     |     |     |     |     |     |     |     |     |     |     |     |     |     |     |     |     |     |     |     |     |     |     |     |

## Economía
La principal actividad es la agrícola.